# 许皞
许皞（1963年—），汉族，中华人民共和国政治人物、第十一届全国政协委员。
加入九三学社，担任九三学社中央委员、河北省委副主委、河北农业大学资源与环境科学学院院长。2008年，当选第十一届全国政协委员，代表农业界，分入第三十八组。